# هوقر
هوقِر ارمنی: Հողեր یا اوچ‌بلاغ (به لاتین: Üçbulaq) یک منطقهٔ مسکونی در جمهوری آرتساخ است که در استان هادروت واقع شده‌است.